# グローバーのオールナイトニッポンR
『Jackson vibe・グローバーのオールナイトニッポンR』（ジャクソンバイブ・グローバーのオールナイトニッポンアール）は、ニッポン放送の深夜放送オールナイトニッポンRの土曜日でJackson vibeのグローバー義和がパーソナリティを担当したラジオ番組。2004年4月3日〜2005年3月26日に放送された。
前番組は「オールナイトニッポンレコード」。

## 概要
- 前身番組は「オールナイトニッポンいいネ!」。
- 土屋礼央が生出演した時にグローバーは、初心者リスナーでも分かりやすいコーナー説明をしている。

## 放送時間
- 土曜 深夜27:00-28:30

## コーナー
- 我がイチ
- ミュージックコラージュ
- 行け!禁欲パラダイス
- シングローバー
- いもうとのみーんなお兄ちゃんお姉ちゃん（P:いもうと）
- The best hit dream shower
夢精をした体験談を送ってきてもらう。

終了したコーナー
- 朝です、4時です、吉田です（オールナイトニッポンレコード）（吉田尚記出演・2004年9月で終了）

| オールナイトニッポンR              | オールナイトニッポンR                                                           | オールナイトニッポンR |
| ---------------------------------- | ------------------------------------------------------------------------------- | --------------------- |
| 前担当オールナイトニッポンレコード | グローバーのオールナイトニッポンR 土曜 27:00 - 28:30グローバー (ミュージシャン) | 次担当週替わり        |